# Dietrich Bruckmann
Dietrich Bruckmann (* 16. Juli 1896 in Heilbronn; † 21. November 1967) war ein deutscher Unternehmer. Von 1937 bis 1967 war er Inhaber der Silberwarenfabrik Peter Bruckmann & Söhne in Heilbronn.

## Leben
Dietrich Bruckmann war der zweite Sohn des Heilbronner Unternehmers und Politikers Peter Bruckmann, seine Mutter Johanna war eine Tochter des Heilbronner Kaufmanns Louis Link. Er hatte einen älteren und einen jüngeren Bruder sowie eine ältere Schwester, mit denen er in einer Villa in der Cäcilienstraße 51 in Heilbronn aufwuchs, die seine Eltern vom Vater der Mutter Louis Link übernommen hatten.
Nach dem Tod seines älteren Bruders Peter, der im März 1920 an einer Lungenentzündung starb, wurde Dietrich Bruckmann auf die Nachfolge seines Vaters an der Spitze der Silberwarenfabrik der Familie vorbereitet. Im Winter 1920/21 ging er für ein mehrmonatiges Praktikum zur Silberfabrik Wellner im sächsischen Aue, wo er die Grundlagen der Silberbearbeitung kennenlernte und selbst an Schleifbank und Poliermaschine stand.
1923 trat er als Betriebsleiter in die Silberwarenfabrik Bruckmann ein, die er zusammen mit Fritz Schober (1867–1954) leitete. 1930 führte er die Produktion von Besteck aus Neusilber ein. Nach dem Tod seines Vaters wurde er 1937 zum persönlich haftenden Gesellschafter bestellt. Schon ab 1936 war Silber wegen Rohstoffmangels kontingentiert worden, und Bruckmann stellte in den nächsten Jahren immer weniger Bestecke und immer mehr Rüstungsgüter wie Granatzünder und Flugzeugteile her. Die Fabrik erreichte 1943 einen Höchststand von 1700 Mitarbeitern, darunter viele zivile Zwangsarbeiter.
Beim Luftangriff auf Heilbronn am 4. Dezember 1944 wurde das Bruckmann-Fabrikgelände zu 80 % zerstört. In zwei kleineren, während der Kriegsjahre nach Adolzfurt und Eberstadt verlagerten Betrieben begann das Unternehmen schon wenige Wochen nach Kriegsende wieder mit der Produktion von Gebrauchsgegenständen wie Aluminiumbestecken, Küchengeräten, Schrauben und Feuerzeugen, die aus übrigen Rüstungsmaterialien gefertigt wurden. Die Heilbronner Fabrik wurde nach und nach wieder aufgebaut, Anfang der 1950er-Jahre entstand ein modernes Verwaltungsgebäude. 1953 trat Dietrich Bruckmanns Sohn Peter, 1959 sein Sohn Hans in das Unternehmen ein.
Dietrich Bruckmann gehörte vom 13. Juli 1946 bis zum 15. November 1953 für die FDP/DVP dem Heilbronner Gemeinderat an, wo er sich für den Wiederaufbau der Stadt engagierte. Er war außerdem Vizepräsident der IHK Heilbronn, Mitglied des geschäftsführenden Vorstandes des Verbands der Edelmetallindustrie und gehörte dem Rotary Club Heilbronn an.

## Familie
Dietrich Bruckmann heiratete im Jahr 1924 Johanna Pielenz (* 14. Januar 1901 in Heilbronn; † 21. Mai 1964 in Heilbronn), Tochter des Knorr-Vorstandes Gustav Pielenz. Aus dieser Ehe gingen u. a. die Söhne Peter Bruckmann (III., 1926–1994) und Hans Bruckmann hervor. In zweiter Ehe war er mit Edith Frank verheiratet.

## Auszeichnungen
Für seine Verdienste um den wirtschaftlichen, kulturellen und politischen Wiederaufbau des Landes erhielt Dietrich Bruckmann am 1. Oktober 1955, zum 150-jährigen Bestehen der Silberwarenfabrik Bruckmann, als erster Bürger Heilbronns das Große Bundesverdienstkreuz.